# Маккей, Шена
Шена Маккей (англ. Shena Mackay; род. 6 июня 1944, Эдинбург) — шотландская писательница. В 1996 году роман The Orchard on Fire попал в шорт-лист Букеровской премии, а в 2003 году — роман Heligoland попал в шорт-лист Уитбредовской премии и Женской премии за художественную литературу.

## Биография
Маккей родилась в Эдинбурге, в 1944 году. После Второй мировой войны её семья переехала в Хэмпстед (Лондон), а затем поселилась в Шорхэме (Кент), где она получила начальное образование в Tonbridge Grammar School. Её карьера писательницы началась с победы в поэтическом конкурсе в газете Daily Mirror в возрасте 16 лет, когда она ещё училась в школе. После окончания школы начала работать в офисе, затем устроилась в антикварный магазин на Чансери-Лейн. Антикварный магазин принадлежал родителям художественного критика Дэвида Сильвестра, от которого у Маккей родилась дочь Сесили.
Первой публикацией Маккей в 1964 году стал сборник из двух новелл «Пыль падает на Юджина Шлюмбургера» и «Малыш на побегушках».
В 1965 году опубликовала свой первый роман «Music Upstairs», действие которого происходит в Лондоне в начале 1960-х годов.
В 1986 году она получила премию Fawcett Society Fiction Prize за роман Redhill Rococo, а в 1991 году — книжную премию Шотландского совета по искусству за роман Dunedin.
Ее роман «The Orchard on Fire» был опубликован в 1995 году и вошёл в шорт-лист Букеровской премии. Роман, охарактеризованный Publishers Weekly как «тонко написанный и трогательный», происходит в 1950-х годах и рассказывает об Эйприл, восьмилетней девочке из Стрейтема, которая вынуждена переехать в Кент, когда её родители решают открыть собственное кафе.
Роман Маккей «Heligoland» 2003 года был включен в шорт-лист Уитбредовской премии и Женской премии за художественную литературу. Питер Брэдшоу отметил её «неизменно прекрасный стиль письма», а рецензия в The Times назвала роман «исключительным исполнением».
Маккей называют «искусным наблюдателем британской классовой системы и её недовольства», а также хвалят её рассказы и романы. В рецензии на книгу 2015 года «Dancing on the Outskirts» говорится, что она «мастер тонкой иронии и … комедии неожиданных сопоставлений и её искажающего восприятия», а Аллан Масси в The Scotsman пишет: «Шена Маккей пишет замечательные рассказы, замечательные в том смысле, что они полны чудес, и замечательные в обыденном смысле этого слова. Она умеет взять обычное и сделать его необычным. Ей хорошо удаются одиночество и боль, а также моменты красоты и доброты, которые озаряют внезапным светом опустевшие жизни. Эта подборка — созревший плод более чем 30-летнего опыта написания рассказов. По крайней мере, полдюжины из них, из которых более скучный писатель мог бы сделать роман. Она — комический писатель, но и тот, кто мог бы сказать: „И если я над чем-то смеюсь, / то только над тем, чтобы не плакать“». Мишель Робертс отмечает: «Работы Шены Маккей блистали с самого начала. …Этот новый сборник рассказов (некоторые из них взяты из предыдущих публикаций) демонстрирует её гений построения комедии из краткости и сжатия. …Триумф!».
В 1999 году Маккей была избрана членом Королевского литературного общества, а также стала почетным приглашенным профессором Мидлсекского университета.

## Личная жизнь
В интервью The Telegraph в 2004 году Маккей объяснила, что она синестет и «видит слова как цвета», а её собственное имя — жёлтый.
В 1966 году вышла замуж за Робина Брауна, и они воспитали трёх дочерей: Сару Кларк, Ребекку Смит и художницу Сесили Браун. Её дочери Сесили не говорили, что Сильвестр — её отец, пока она не стала взрослой. Впоследствии Маккей и Браун развелись, и она переехала обратно в Лондон. По состоянию на 2008 год Маккей живет в Саутгемптоне. Выступает за независимость Шотландии.